# Theissenia
Theissenia — рід грибів. Назва вперше опублікована 1914 року.

## Класифікація
До роду Theissenia відносять 4 види:
- Theissenia cinerea
- Theissenia eurima
- Theissenia pyrenocrata
- Theissenia rogersii